# V-Busz Veszprémi Közlekedési Kft.
A V-Busz Veszprémi Közlekedési Kft. veszprémi önkormányzati tulajdonú vállalat. A céget 2018. július 1-jén alapították azzal a céllal, hogy 2019. január 1-jétől az állami Északnyugat-magyarországi Közlekedési Központ helyett saját tulajdonú társasággal végeztesse el az önkormányzat a helyi menetrend szerinti személyszállítást.

## Története
Veszprém Megyei Jogú Város Önkormányzata 2018. június 27-i közgyűlésen döntött a helyi menetrend szerinti közösségi közlekedés átszervezéséről. Az előterjesztésben kiemelték, hogy a Veszprémben szolgáló buszflotta átlag életkora ekkor közel 21 év volt és egyik jármű sem felelt meg legalább az Euro 4-es környezetvédelmi kategóriának. Továbbá arra is kitért, hogy a járműpark legegyszerűbb megújítása a saját céggel üzemeltetett buszpark lenne. Ezt követően a közgyűlés határozatban elfogadta az új önkormányzati cég, a V-Busz Kft. megalapítását.

## Járműpark
Az önkormányzati cég 2019. január 1-jétől igencsak sok típusból álló használt autóbuszokkal kezdte meg, azonban a működés kezdetéig nem szállították le az összeset, ezért a V-Busz január 31-éig 7 db Ikarus 260, 7 db Ikarus 280 és 7 db Neoplan N4014NF autóbuszt bérelt az ÉNYKK-tól. Az állomány megújítására 2021-ben a V-Busz pályázatot írt ki 28 szóló és 14 csuklós autóbusz vásárlására. A pályázatot az MAN Truck & Bus magyarországi forgalmazója nyerte MAN Lion’s City 12 szóló és Lion’s City 18 csuklós autóbuszokkal. A buszok megvásárlására a V-Busz hitelt vett fel. Az új buszokat 2021 december közepén szállították le, pár nappal később forgalomba is álltak Veszprém útjain. Azt új autóbuszok megérkezését követően a régebbi flottából megtartottak négy szóló és kettő csuklós autóbuszt tartaléknak és különjárati célokra.
| Kép | Gyártó          | Típus                              | Gyártási év     | Darab | Veszprémben közlekedik |
| --- | --------------- | ---------------------------------- | --------------- | ----- | ---------------------- |
|     | MAN Truck & Bus | MAN Lion’s City 12 EfficientHybrid | 2021 (4 évesek) | 28    | 2021 óta               |
|     | MAN Truck & Bus | MAN Lion’s City 18 EfficientHybrid | 2021 (4 évesek) | 14    | 2021 óta               |
|     | MAN Truck & Bus | MAN Lion's City 12E                | 2022 (3 évesek) | 5     | 2022 óta               |
|     | MAN Truck & Bus | MAN Lion’s City                    | 2006 (19 éves)  | 1     | 2009 óta               |
|     | MAN Truck & Bus | Neoplan Centoliner Evolution G     | 2003 (22 éves)  | 1     | 2020 óta               |

### Korábbi járművek
| Kép | Gyártó              | Típus                  | Gyártási év | Darab | Veszprémben közlekedtek |
| --- | ------------------- | ---------------------- | ----------- | ----- | ----------------------- |
|     | EvoBus              | Mercedes-Benz Citaro   | 2003–2006   | 8     | 2019–2021               |
|     | EvoBus              | Mercedes-Benz Citaro G | 2003–2004   | 7     | 2019–2021               |
|     | MAN Truck & Bus     | Neoplan Centroliner    | 2004        | 1     | 2019–2021               |
|     | Scania              | Scania OmniCity        | 2008–2010   | 7     | 2019–2021               |
|     | Solaris Bus & Coach | Solaris Urbino 12      | 2006–2007   | 13    | 2019–2021               |
|     | Volvo Buses         | Volvo 7700             | 2006–2008   | 4     | 2019–2021               |

## Külső hivatkozások
- V-Busz Veszprémi Közlekedési Kft. weboldala
- V-Busz Veszprémi Közlekedési Kft. a Facebookon